# Прип'ятське Полісся

Прип'ятське Полісся

річка Прип'ять

Прип'ятське Полісся (біл. Прыпяцкае Палессе, біл. тарашк. Прыпяцкае Палесьсе) — фізико-географічний район Білоруського Полісся, на півдні Білорусі, у східній частині Берестейської, західній частині Гомельської, на півдні Мінської та крайньому південному заході Могильовської областей. Протяжність із заходу на схід від 175 до 280 км, з півночі на південь від 83 до 140 км. Висота 127–140 м, максимальна 174 м (на захід від містечка Логішин Пінського району).
Низинна територія являє собою систему алювіальних, заплавних, озерно-алювіальних рівнин з ділянками водно-льодовикових і моренних рівнин, які сильно денудудовані крайовими льодовиковими пагорбами і грядами. Характерна наявність великих торфованих болотних масивів і залишкових озер.
Примітна строкатість і мозаїчність ґрунтів (дерново-підзолисті, торф'яно-болотні, дернові заболочені, заплавні та інші).